# 可用性
可用性（かようせい、英: availability; アベイラビリティ）は、システムが継続して稼働できる度合いや能力のこと。
可用性に信頼性・保守性を含めたものをRAS、さらに保全性・安全性を含めたものをRASISと呼ぶことがある。

## 概要
可用性は、英語の availability に対する訳語である。利用者から見て「使用できる」度合いを示す。主要な規格における定義は次のようになっている。
- JIS X 0014:1999「情報処理用語―信頼性、保守性及び可用性」

必要となる外部資源が与えられたときに、ある時点において、又はある一定の期間、機能単位が決められた条件のもとで要求された機能を果たせる状態にある能力。
- JIS X 5004:1991「開放型システム間相互接続の基本参照モデル―安全保護体系」

認可されたエンティティが要求したときに、アクセス及び使用が可能である特性
- JIS Q 20000-1:2012「情報技術―サービスマネジメント―第1部:サービスマネジメント要求事項」

あらかじめ合意された時点又は期間にわたって，要求された機能を実行するサービス又はサービスコンポーネントの能力。
RASの他の2つである信頼性と保守性に関しては、信頼性はハードウェアやソフトウェアが故障する頻度が少なく故障している期間が短いこと、可用性は利用者が使用できること、保守性は保守しやすいことを指す。
この三者は混同されがちだが、障害対策の観点では分けて考える必要がある。一般には信頼性が低く故障が多ければ、可用性も低くなる。しかし、故障が発生しても、冗長化されていたり、障害の影響の緩和や局所化に成功していれば、可用性への影響は最小化できる。また、保守性が低ければ、障害発生時の修理時間や、正常時の点検やバックアップ時間などが長くなり、全体の可用性は制限される。

## 歴史
RASの3つの要素を評価の指標とする考え方はIBMが大型コンピュータ（メインフレーム）のSystem/370シリーズを1970年6月に発表したことに始まる。System/370は1964年にIBMが開発、販売した汎用コンピュータであったSystem/360シリーズの後継機である。IBMはこのSystem/370の新機種において新たなRASの考え方を採用し商品としての新たな価値を訴えた。
当時、IBMのコンピュータと同等の機能や性能とともにサービスを競った富士通と日立の2社もIBM互換機としてのMシリーズで市場を分け合った。このMシリーズにおいても互換機の立場から、IBMが謳うRASの機能を盛り込んだ。
このような経緯によりRASとともにその後「I」と「S」を加えたRASISは現在コンピュータの分野に限らず広く使われる頭字語としての言葉となった。
英語の形容詞 available は役に立つ、利用できるなどの意味を持ち、その名詞 availability に対応する日本語は、有効や有益などとされるが、日本IBMはSystem/370シリーズを日本市場に出すにあたって、本社である米国IBMが謳ったRASの中の Availability を英和辞典の翻訳にとらわれず斬新さを持った新語として「可用性」と呼んだ。

## 稼働率
可用性の数値としての表現は稼働率（かどうりつ）と呼ばれ、修理可能な系・機器・部品などが、ある特定の瞬間に機能を維持している確率（瞬間稼働率）、または規定の時間で機能を維持している確率（平均稼働率）のこと。略号はA。
稼働率Aと動作可能時間（MTBF）、動作不能時間（MTTR）の関係は以下のようになる。
{\displaystyle A={\rm {\frac {MTBF}{MTBF+MTTR}}}}
| 稼働率   | 動作不能時間  |
| -------- | ------------- |
| 99.9999% | 32秒          |
| 99.999%  | 5分15秒       |
| 99.99%   | 52分34秒      |
| 99.9%    | 8時間46分     |
| 99%      | 3日15時間36分 |